# Argyrolepidia mutans
Argyrolepidia mutans là một loài bướm đêm trong họ Noctuidae.